# Thomas Hendricks
Thomas Andrews Hendricks (ur. 7 września 1819 w Fultonham, zm. 25 listopada 1885 w Indianapolis) – amerykański polityk, senator ze stanu Indiana, gubernator Indiany, 21. wiceprezydent Stanów Zjednoczonych.